# Brycon amazonicus
Brycon amazonicus е вид лъчеперка от семейство Bryconidae. Видът не е застрашен от изчезване.

## Разпространение
Разпространен е в Боливия, Бразилия, Венецуела, Гвиана, Колумбия и Перу.

## Описание
На дължина достигат до 46,2 cm.
Популацията на вида е стабилна.